# Molnár Ferdinánd József
Molnár Ferdinánd József, Molnár Nándor József (Dunaszerdahely, 1844. március 18. (keresztelés) – ?) főreáliskolai tanár, Szent Benedek-rendi áldozópap.

## Élete
Molnár Antal dunaszerdahelyi ügyvéd és Csiba Mária fia. 1862. szeptember 8-án lépett a rendbe, egyszerű fogadalmat tett 1865. szeptember 5-én, ünnepi fogadalmat tett 1868. október 4-én. Teológiai tanulmányait Pannonhalmán bevégezvén, 1869. augusztus 6-án áldozópappá szentelték fel. Ez időtől fogva Pápán volt tanár 1874. szeptember 1-ig, amikor a rendből kilépett. Ekkor Budapestre ment, tanári oklevelet nyert és 1875-76-ban az országos nőipariskolának (melyben a természetrajzot tanította), 1876-tól 1880-ig a soproni állami főreáliskolának, 1880-tól pedig a győri főreáliskolának volt a tanára; szaktárgya a természettan és matematika és az elektromossággal foglalkozott kiváló előszeretettel. 1876. július 3-án Pápán feleségül vette Léb Máriát.
A társadalmi téren széles körű tevékenységet fejtett ki. Pápán a felnőttek oktatásával foglalkozott és másfél évig tartott részükre felolvasásokat a természettudományok köréből; a soproni alsófokú ipariskolában a természettant és számtant tanította; Győrött a felsőbb leányoktatás körül szerzett érdemeket; vezette a szervezés munkáját és az iskolának hároméves fennállása alatt igazgatója volt. Szervezte a győrvárosi alsófokú ipariskolát, melynek fennállásától (1884) igazgatója volt. Az 1880-as évek elején meghonosította a felolvasásokat a győri kereskedelmi ifjúság egyletében, mely buzgalmáért az egylet tiszteleti tagjának választotta. 1887-88-ban a győrvidéki tanító-egyletben díjtalanul tartott szakelőadásokat a természettan köréből; fáradozásaiért az egylet tiszteleti tagjai közé sorozta. 1880-81. tanévben meghonosította az ifjúsági takarékpénztárt. A természettudományok népszerűsítésén is fáradozott.
A Berecz Természet c. lapjának munkatársa volt; a Moller szerkesztette Külföldben külföldi könyveket ismertetett.

## Munkája
- A természetrajz módszertani kezelése. Pápa, 1874 (a pápai r. kath. főgymnasium Értesítőjében)